# Odd Roger Enoksen
Odd Roger Enoksen (ur. 25 września 1954 w Å w gminie Andøy) – norweski polityk, agronom i menedżer, przewodniczący Partii Centrum (1999–2003), parlamentarzysta i minister.

## Życiorys
Absolwent szkoły rolniczej z 1975, po czym pracował w rolnictwie. Od 1985 pełnił dyrektorskie funkcje w przedsiębiorstwach branży rolnej. Zaangażował się w działalność polityczną w ramach Partii Centrum. Był radnym w Andøy i członkiem władz wykonawczych gminy. Zajmował stanowisko wiceprzewodniczącego swojego ugrupowania (1997–1999), następnie od 1999 do 2003 stał na czele tej partii.
W latach 1989–1993 był zastępcą poselskim. W 1993, 1997 i 2001 uzyskiwał mandat posła do Stortingu. Dwukrotnie sprawował urząd ministra: od marca 1999 do marca 2000 był ministrem do spraw regionalnych, a od października 2005 do września 2007 pełnił funkcję ministra energii i paliw. Od 1999 do 2000 był równocześnie wicepremierem w gabinecie, którym kierował Kjell Magne Bondevik. Jeszcze w 2005 powołany na dyrektora generalnego poligonu rakietowego Andøya Rakettskytefelt.
W październiku 2021 powrócił do aktywności politycznej. W nowym rządzie, na czele którego stanął Jonas Gahr Støre, objął wówczas stanowisko ministra obrony. Zakończył urzędowanie w kwietniu 2022, złożył w tymże miesiącu rezygnację po ujawnieniu przez media jego niewłaściwych zachowań wobec kobiet.